# Сюзі Менкес
Сьюзі Пета Менкес, OBE (нар. 24 грудня 1943, Біконсфілд, Бакінгемшир, Велика Британія) — британська журналістка та модний критик. Раніше працювала редактором International Herald Tribune, займала посаду редактора Vogue International у 25 міжнародних виданнях Vogue в Інтернеті до жовтня 2020 року. 

## Біографія
Менкес народилась у Великій Британії. Вона здобула освіту в середній школі Брайтона і Гоува. Будучи підлітком у 1960-х роках, вона переїхала до Парижа, щоб вивчати шиття одягу в тому в закладі, який зараз називається ESMOD.  Її домовласниця взяла участь у своєму першому показі кутюр у Ніни Річчі, що викликало її інтерес до високої моди.
Повернувшись з Парижа, вона читала історію та англійську літературу в коледжі Ньюнем, Кембридж, в той час як її сестра навчалася в Оксфорді. Протягом студентських років вона стала першою жінкою-редактором газети коледжу. 
Після Кембриджа вона працювала в The Times, звітуючи про моду. На додаток до своєї журналістики, вона написала кілька книг, зокрема про британський королівський стиль.
Менкес визнається, що захоплюється «хорошою журналістикою» , особливо роботою Пруденс Глінн у «Лондонському таймс» та Євгенії Шеппард із «New York Herald Tribune». Покинувши Кембридж у 1966 році, де вона була першою жінкою, яка підписалася на роботу в університетській газеті «Varsity», вона приєдналася до The Times як молодший репортер. У віці 24 років Менкес влаштувалась на першу роботу журналістом моди у London Evening Standard, де її запросив на роботу редактор Шарль Вінтур, який став її наставником.
Потім вона приєдналася до Daily Express, перш ніж повернутися до The Times, де познайомилася зі своїм покійним чоловіком та батьком трьох своїх синів, Девідом Спаньє. Вона покинула The Times і приєдналася до The Independent в 1987 році, а згодом пішла в International Herald Tribune в 1988 році.
У 2014 році Джонатан Ньюхаус, голова Condé Nast International, призначив її Інтернет-голосом міжнародних видань Vogue, працюючи «критиком та репортером на вебсайтах Vogue по всьому світу».  Вона також відповідала за організацію щорічної розкішної конференції Condé Nast International .
Менкес має трьох синів, трьох онучок і трьох онуків. Вона нагороджена Орденом почесного Легіону у Франції та британським OBE.  Менкес єврейка. 

## Репутація
Торговою маркою Менкес є її помпадур, перебільшена зачіска, яку вперше популяризувала маркізи де Помпадур, улюбленої коханки короля Людовика XV, у 18 столітті. Модна преса її прозвала «Самурай Сюзі» за її відвертість і смак до максималізму моди .
На відміну від багатьох своїх колег моди, Менкес систематично відмовляється від подарунків модних брендів  . 
Під час шлюбу з Девідом Спаньє вона перейшла в юдаїзм і зараз утримується від відвідування модних показів, які відбуваються у Святі дні. Менкес має репутацію охочо обговорювати моду з молодими дизайнерами. «Вона, як трохи божевільна тітонька», — сказала Кейт Мосс у журналі The New Yorker у 2003 р.
У модних колах Менкес відома своєю різкою критикою, як позитивною, так і негативною. У 1990-х вона викликала ажіотаж, заявивши, що знакова стьобана сумочка Шанель «закінчилася». У відповідь Шанель опублікувала цілу сторінку реклами в International Herald Tribune, спростовуючи її претензію . Вона також відома тим, що сприяла Ніколасу Геск'єру як новоспеченому дизайнеру, і тим, що передбачила відхід Мартіна Маргіели від Maison Martin Margiela.
У 2013 році вона провела аукціон в мережі Christie's, продавши понад 80 предметів зі свого особистого гардеробу. 